# Habitación Doble
Habitación Doble é o terceiro álbum de estúdio da dupla americana de música pop country Ha*Ash, composta pelas irmãs Hanna Nicole e Ashley Grace. Foi lançado em 1 de agosto de 2008, pela Sony Music Latin, e foi apoiado por três singles: "No te quiero nada" e "Lo que yo sé de ti".

## Lançamento e gravação
No início de 2008, entraram nos estúdios de gravação em Nashville, Tennesse para preparar seu terceiro álbum "Habitación Doble"  com a participação de Graeme Pleth e o mesmo Áureo Baqueiro, sendo elas as que escreveram a maioria das canções. Na seleção de temas foram apoiadas por Kany Garcia, Gian Marco e Leonel García.
Em procura de um novo som para suas canções, agora com um ritmo mais rock sem esquecer o pop e country que as caracteriza. O álbum contém 12 faixas inéditas e 1 cover, uma delas um dueto com Brandi Carlile (cantora da The Story da a trilha sonora da Grey's Anatomy).
Este novo material foi lançado em 1 de agosto de 2008. alcançar o número seis no México e alcançar a certificação de ouro. «No te quiero nada» é a primeira single que alcançou os primeiros lugares no México, «Lo que yo sé de ti» foi o próximo a se promover, e finalmente «Tú y yo volvemos al amor» tornou-se o terceiro e último single do álbum.

## Desempenho do álbum
O álbum alcançou o sexto lugar nas paradas de álbuns mexicanos e o número 14 nos álbuns pop latino-americanos da Billboard. O álbum acabou sendo certificado em ouro no México.

## Lista de faixas
| Edição Padrão |                                                |                                            |                            |         |  |
| N.º           | Título                                         | Compositor(es)                             | Produtor(es)               | Duração |  |
| 1.            | "Hasta que llegaste tú"                        | Ashley Grace, Hanna Nicole, Rafael Vergara | Mauri Stern, Graeme Pleeth | 3:13    |  |
| 2.            | "Te dejo"                                      | Gian Marco                                 | Áureo Baqueiro             | 3:47    |  |
| 3.            | "No te quiero nada"                            | Áureo Baqueiro                             | Baqueiro                   | 4:12    |  |
| 4.            | "Lo que yo sé de ti"                           | Ashley, Hanna, Leonel García               | Baqueiro                   | 3:46    |  |
| 5.            | "Vamos a llamarlo amor"                        | Baqueiro, Salvador Rizo                    | Baqueiro                   | 3:48    |  |
| 6.            | "Already Home" (feat. Brandi Carlile)          | Ashley, Hanna, Blair Daly, Troy Verges     | Stern, Pleeth              | 4:02    |  |
| 7.            | "Tú y yo volvemos al amor"                     | Cristóbal Sánsano                          | Stern, Pleeth              | 4:39    |  |
| 8.            | "A media luz"                                  | Barbara Muñoz, Claudia Brant, Esparza      | Stern, Pleeth              | 3:23    |  |
| 9.            | "Esta mujer"                                   | Ashley, Hanna, García                      | Baqueiro                   | 4:56    |  |
| 10.           | "Malas costumbres" (Real Bad Habit)            | Ashley, Hanna, B.Keith, Don Goodman        | Stern, Pleeth              | 3:05    |  |
| 11.           | "Aunque no estés aquí" (Navigate By the Stars) | Ashley, Hanna, Ernesto Lira, Hugo Lira     | Stern, Pleeth              | 4:03    |  |

| Edição Deluxe CD (CD + DVD) |                          |                                         |                |         |  |
| N.º                         | Título                   | Compositor(es)                          | Produtor(es)   | Duração |  |
| 12.                         | "Labios partidos"        | Raul Ornelas, Cesar Lazcano Malo        | Áureo Baqueiro | 4:17    |  |
| 13.                         | "Me niego a olvidarte"   | Erika Ender, Rafael Esparza             | Áureo Baqueiro | 4:08    |  |
| 14.                         | "Punto final"            | Ashley Grace, Hanna Nicole, Erika Ender | Áureo Baqueiro | 3:47    |  |
| 15.                         | "Already Home" (spanish) | Ashley Grace, Hanna Nicole              | Áureo Baqueiro | 3:59    |  |

| Edição Deluxe DVD (CD + DVD) |                                   |         |  |
| N.º                          | Título                            | Duração |  |
| 1.                           | "¿Qué hago yo?" (Video)           |         |  |
| 2.                           | "Lo que yo sé de ti" (Video)      |         |  |
| 3.                           | "No te quiero nada" (Video)       |         |  |
| 4.                           | "¿Qué hago yo?" (Making Off)      |         |  |
| 5.                           | "Lo que yo sé de ti" (Making Off) |         |  |
| 6.                           | "No te quiero nada" (Making Off)  |         |  |
| 7.                           | "Documentary Film"                |         |  |
| 8.                           | "Pics"                            |         |  |

## Tabelas musicais
| Tabela musical (2008)            | Melhor posição |
| -------------------------------- | -------------- |
| México (AMPROFON)                | 6              |
| Estados Unidos (Billboard Latin) | 14             |

## Certificações
| Região | Certificação | Vendas/distribuição |
| --- | ------------ | ------------------- |
| México (AMPROFON) | Ouro         | 40,000 ^            |
| *vendas baseadas apenas na certificação ^distribuições baseadas apenas na certificação ‡dados de streaming baseados somente em certificação |              |                     |